# Nápoly történelmi központja
Nápoly történelmi központja a maga 720 hektáros területével Európa egyik legnagyobb történelmi városközpontja és egyben Olaszország legsűrűbben lakott pontja. Az ókori görögök által alapított négyszögletű város falai napjainkig fennmaradtak. Nápoly történelmi magját három oldalról a városfalak, a negyedik oldalon pedig a tenger határolja. A világörökség védelme alá tartozó rész azonban ezt meghaladja, északi irányban egészen a Capodimonte-dombig nyúlik, ki, délnyugaton pedig Nisida szigetéig, magába foglalva a chiaiai és posillipói tengerpartot. A történelmi központban több mint 150 templom, mintegy 300 régi egyházi épület, kb. 30 múzeum és számos szabadtéri régészeti ásatás, valamint a barokk emlékoszlopok, szökőkutak és obeliszkek sokasága található. Nápoly történelmi központját 1995-ben vették fel az UNESCO kulturális világörökségi helyszíneinek listájára.

## Várak

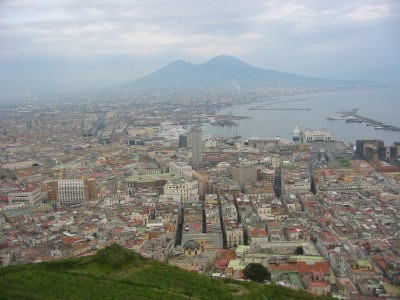
Nápoly történelmi központja légifelvételről

- Castel Nuovo
- Castel Sant'Elmo
- Castel dell’Ovo
- Castel Capuano
- Castello Aselmeyer
- Castello Carmine

## Királyi paloták
- Nápolyi királyi palota
- Capodimonte-palota
- Albergo dei Poveri

## Paloták és régi középületek
| - Palazzo Filomarino - Palazzo Venezia - Palazzo Pinelli - Palazzo del Panormita - Palazzo Gravina - Palazzo Penna - Palazzo Como - Palazzo Carafa di Maddaloni - Palazzo San Giacomo - Palazzo Marigliano - Postapalota - San Carlo operaház - San Pietro a Majella Zenekonzervatórium - Palazzo Serra di Cassano - Palazzo Doria d’Angri - Palazzo Cellammare - Immacolatella | - Palazzo Donn'Anna - Palazzo Tufarelli - Palazzo Carafa della Spina - Palazzo Petrucci - Palazzo Corigliano - Palazzo Casacalenda - Palazzo delle Arti - Palazzo de Scorciatis - Palazzo Spinelli di Laurino - Bourbon lovassági kaszárnya - Szobrok udvara - Palazzina Paradisiello - Palazzo Bovino - Palazzo Carafa di Belvedere - San Gennaro dei Poveri | - Palazzo Castriota - Érseki palota - Palazzo della Regina Giovanna - Palazzo Firrao - Palazzo Como - Palazzo San Felice - Bárói palota - Palazzo Calabritto - Palazzo Caracciolo d'Avellino - Kisnemesség palotája - Palazzo di Majo - Nílus-szobor - San Gaetano-szobor - Grenoble Intézet - Nunziatella |

## Főbb bazilikák
| - Nápolyi dóm - San Francesco di Paola - Santa Maria del Carmine - San Domenico Maggiore - San Paolo Maggiore | - Santissima Annunziata Maggiore - San Giorgio Maggiore - San Pietro ad Aram - Santa Maria di Piedigrotta | - Santa Maria degli Angeli a Pizzofalcone - San Giovanni Maggiore - Santa Maria della Sanità |

## Egyéb bazilikák
| - Santa Maria Egiziaca all'Olmo - Santa Maria Egiziaca a Pizzofalcone | - Sant'Agostino alla Zecca - Santuario Santa Maria della Neve | - San Giacomo degli Spagnoli - Madre di Buon Consiglio |

## Jelentősebb templomok
| - Gesù Nuovo templom - Santa Chiara - San Lorenzo Maggiore - Girolamini - San Giovanni a Carbonara - Sant'Eligio Maggiore - San Ferdinando - Sant'Anna dei Lombardi - Santa Caterina a Formiello - San Gregorio Armeno - Santa Maria La Nova - San Pietro Martire - San Pietro a Majella - San Gennaro extra Moenia - Santa Maria Donna Regina Vecchia - Santa Maria Donna Regina Nuova | - Santa Maria di Portosalvo - Santa Maria di Costantinopoli - Gesù Vecchio - Santa Maria Incoronata - Santa Maria delle Anime del Purgatorio ad Arco - Santa Marta - Santa Maria Materdomini - Santa Maria della Concordia - Santa Maria delle Grazie a Caponapoli - Santa Maria di Montesanto - Santa Maria della vittoria - Santa Brigida - Santa Maria Regina Coeli - San Carlo alle Mortelle - Ascensione a Chiaia - Santa Maria in Portico | - Sant'Angelo a Nilo - Croce di Lucca - Spirito Santo - SS. Severino e Sossio - Pietà dei Turchini - Concezione a Montecalvario - Montecalvario - San Giovanni Battista delle Monache - Santa Maria Donnalbina - Santa Maria Donnaromita - San Michele Arcangelo - San Giuseppe a Chiaia - San Nicola alla Carità - Santa Maria Ancillarum - Santa Maria di Gerusalemme - Santa Maria del Parto a Mergellina |

## Egyéb templom, kápolna, egyházi intézmény
- Ancelle del Sacro Cuore
- Anglikán templom
- Cor Jesu
- San Martino kolostor
- Crocelle a Chiatamone
- Gesù delle Monache
- Gyógyíthatatlanok kórháza
- Immacollata e San Vincenzo
- Missione ai Vergini
- Monte di Pietà
- Oratorio della confraternità dei Bianchi
- Pappacoda kápolna
- Pontano-kápolna
- San Bonaventura
- San Carlo all’Arena
- San Domenico Soriano
- San Francesco degli Scarioni
- San Francesco dei Cocchieri
- San Francesco delle Cappuccinelle
- San Francesco delle Monache
- San Gennaro ad Antignano
- San Gennaro Spogliamorti
- San Gennaro all’Olmo
- San Giorgio dei Genovesi
- San Gioacchino a Pontenuovo
- San Giovanni a Mare
- San Girolamo delle Monache
- San Giuseppe dei Nudi
- San Giuseppe dei Ruffi
- San Nicola a Nilo
- San Nicola a Pistaso
- San Nicola da Tolentino
- San Nicola dei Caserti
- San Pasquale a Chiaia
- San Pietro in Vinculis
- San Potito
- San Raffaele
- San Rocco
- San Severo al Pendino
- San Severo fuori le mura
- Sansevero-kápolna
- Santa Caterina a Chiaia
- Santa Croce di Palazzo
- Santa Croce e Purgatorio al Mercato
- Sant’Agrippino a Forcella
- Santa Lucia al Mare
- Santa Lucia al Monte kolostor
- Santa Luciella a San Biagio dei Librai
- Santa Maria a Piazza
- Santa Maria ad Ogni Bene dei Sette Dolori
- Santa Maria Antesaecula
- Santa Maria Apparente
- Santa Maria Assunta dei Pignatelli
- Santa Maria Avvocata (Nápoly)
- Santa Maria Avvocata dei Peccatori
- Santa Maria degli Angeli alle Croci
- Santa Maria dei Bianchi dell’Arte dei Verdummari
- Santa Maria dei Miracoli
- Santa Maria dei Monti
- Santa Maria dei Pazzi
- Santa Maria dei Vergini
- Santa Maria dell'Aiuto
- Santa Maria del Ben Morire
- Santa Maria del Faro
- Santa Maria del Rifugio
- Santa Maria del Rimedio al Molo Grande
- Santa Maria del Rosario a Portamedina
- Santa Maria del Rosario alle Pigne
- Santa Maria del Soccorso
- Santa Maria della Carità
- Santa Maria della Catena
- Santa Maria della Fede
- Santa Maria della Misericordia
- Santa Maria della Neve in San Giuseppe
- Santa Maria della Pace
- Santa Maria della Pazienza
- Santa Maria della Purità
- Santa Maria della Salute
- Santa Maria della Sapienza
- Santa Maria della Speranza
- Santa Maria della Stella
- Santa Maria della Stella alle Paparelle-kápolna
- Santa Maria delle Grazie a Toledo
- Santa Maria Maggiore alla Pietrasanta
- Santa Maria di Bellavista
- Santa Maria di Caravaggio
- Santa Maria di Materdei apátság
- Santa Maria di Monteverginella
- Santa Maria Francesca delle Cinque Piaghe
- Santa Maria in Cosmedin
- Santa Maria la Colonna
- Santa Maria Maddalena
- Santa Maria Ognibene
- Santa Monica
- Sant’Andrea delle Dame
- Sant’Anna a Capuana
- Sant’Anna di Palazzo
- Sant’Aniello a Caponapoli
- Sant’Antonio a Posillipo
- Sant’Antonio a Tarsia
- Sant’Antonio Abate
- Sant’Antonio delle Monache a Port'Alba
- Sant’Aspreno ai Crociferi
- Sant’Aspreno al Porto
- Santa Teresa a Chiaia
- Santa Teresa degli Scalzi
- Sant'Efremo Vecchio
- Sant’Onofrio dei Vecchi
- Sant’Orsola a Chiaia
- Santi Apostoli
- Santi Demetrio e Bonifacio
- Santi Filippo e Giacomo
- Santi Francesco e Matteo
- Santi Giovanni e Teresa
- Santi Marcellino e Festo
- Santi Pietro e Paolo dei Greci
- Santissima trinità delle Monache
- Santissima Trinità degli Spagnoli
- Santissima Trinità dei Pellegrini
- San Tommaso a Capuana
- Suor Orsola Benincasa
- Volto Santo szentély

## Városkapuk, városfalak
| - Port’Alba - Porta Capuana - Porta del Carmine - Porta di Chiaia - Porta Medina | - Porta Nolana - Porta San Gennaro - Porta dello Spirito Santo - Városfalak |

## Katakombák, temetők, síremlékek
| - Santa Maria della Vita katakombák - San Gaudioso katakombák - San Gennaro katakombák - San Severo katakombák | - San Aspreno katakombák - Fontanelle temető - Angol temető |

## Díszkutak
| - Fontana del Nettuno - Fontana di Oreste ed Elettra - Fontana di Monteoliveto - Fontana della Sirena - Fontana del Formiello - Fontana della Tazza di Porfido - Fontana di Fonseca - Fontana della Flora del Belvedere - Fontana della Flora Capitolina - Fontana del Ratto D'Europa | - Fontana dei Papiri - Fontana degli Specchi - Fontana del cortile delle carrozze - Fontana del Gigante - Fontana del Sebeto - Fontana della Sellaria - Fontana dei leoni - Fontana di Castore e Polluce - Fontana della spinacorona - Fontanella del leone |

## Jelentősebb terek

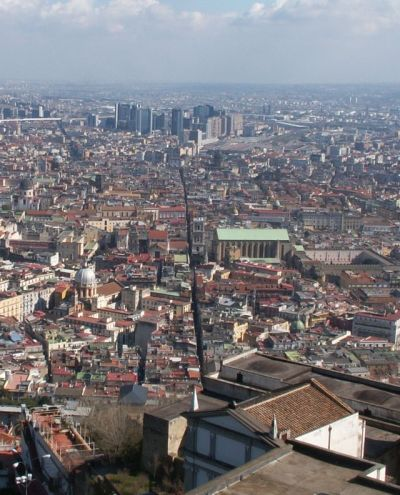
A történelmi központ légifelvételről

- Piazza Municipio
- Piazza Trieste e Trento
- Piazza Gesù Nuovo
- Piazza del Plebiscito
- Piazza dei Martiri
- Piazza Dante
- Piazza Vittoria
- Piazza San Domenico
- Piazza Bellini
- Piazza Mercato
- Piazza Carlo III
- Piazza Bovio
- Piazza Cavour
- Piazzetta Nilo

## Decumani
- Decumano Maggiore
- Decumano Inferiore
- Decumano Superiore

## Emlékoszlopok
- San Gennaro-oszlop
- San Domenico emlékoszlop
- Szeplőtlen Szűz oszlopa

## Passzázsok
- Galleria Umberto
- Galleria Principe di Napoli

## Kertek, parkok
- Villa Comunale
- Parco Vergiliano
- Villa Floridiana